# Birgith Mogensen
Birgith Mogensen (født 11. marts 1927 i København, død 2. april 2004) var en dansk direktør og politiker. Hun var medlem af Folketinget for Centrum-Demokraterne fra 1979 til 1988.
Mogensen var datter af sadelmager Carl Ernst Rasmussen og husmoder Jenny Agathe Rasmussen. Hun gik Sundbyvester Skole 1934-1943 og arbejdede som damefrisør 1943-1949. Mogensen startede radio- og tv-kæden Franks Radio i 1950. Fra 1970 drev hun landbrug samt handels- og konsulentvirksomhed. Senere drev hun FF-Radio i Hobro. Birgith Mogensen var medlem af bestyrelsen i Kryolitselskabet Øresund A/S 1983-1885 og medlem af repræsentantskabet for D.O.N.G. fra 1984.
Hun blev opstillet til Folketinget for Centrum-Demokraterne i Hobrokredsen i 1975 og senere i andre opstillingskredse i Nordjyllands Amtskreds: Aalborg Østkredsen i 1979, Frederikshavnkredsen i 1981, Aalborg Østkredsen igen i 1983 og Aalborg Nordkredsen i 1985. Hun opnåede valg første gang ved folketingsvalget 1979 og sad i Folketinget fra 23. oktober 1979 til 10. maj 1988. Men hun startede allerede i Folketinget i 1978 idet hun var midlertidigt folketingsmedlem som afløser for Ernst Prehn fra 6. oktober 1978 til 22. oktober 1979.